# 日影
日影（にちえい、文和2年/正平8年11月7日（1353年12月3日） - 応永26年8月4日（1419年8月24日））は、日蓮正宗総本山大石寺第8世法主。

## 略歴
- 文和2年/正平8年（1353年）11月7日、陸奥国に誕生。
- 応永9年（1402年）4月11日、6世日時より御書の肝要を相伝す。
- 応永11年（1404年）4月12日、6世日時より本尊を賜る。
- 応永14年（1407年）3月10日、7世日阿の死去により、8世日影として登座す。
- 応永20年（1413年）8月彼岸、本尊を書写し本門寺兵部阿に授与す。
- 応永22年（1415年）10月13日、本尊を書写し伊豆三島妙恵に授与す。
- 応永26年（1419年）8月4日、死去した。

| 先代 日阿 | 大石寺住職一覧 | 次代 日有 |